# Walgett Shire
Koordinaten: 29° 50′ S, 148° 12′ O

Walgett Shire ist ein lokales Verwaltungsgebiet (LGA) im australischen Bundesstaat New South Wales. Das Gebiet ist 22.308,4 km² groß und hat 5.253 Einwohner (Stand: 2021). 2016 betrug die Einwohnerzahl 6.107.
Walgett liegt in der North-Western-Region des Staates an der Grenze zu Queensland etwa 650 km nordwestlich der Metropole Sydney und 690 km südwestlich von Brisbane. Das Gebiet umfasst 62 Ortsteile und Ortschaften, darunter Bairnkine, Caramia, Carinda, Come By Chance, Cumborah, Cryon, Lightning Ridge, Pokataroo und Walgett sowie Teile von Burren Junction, Collarenebri, Pilliga und Rowena. Der Sitz des Shire Councils befindet sich in der Ortschaft Walgett im Zentrum der LGA, wo etwa 1.500 Einwohner leben.

## Verwaltung
Der Walgett Shire Council hat 12 Mitglieder, die von den Bewohnern der LGA gewählt werden. Walgett ist nicht in Bezirke untergliedert. Aus dem Kreis der Councillor rekrutiert sich auch der Mayor (Bürgermeister) des Councils.
Nach Konflikten zwischen den Vertretern der Stadt Lightning Ridge und dem Rest des Shires und weiteren Vorfällen war der Council nicht mehr arbeitsfähig und wurde deshalb 2004 von der Staatsregierung aufgelöst.
Mittlerweile (Stand 2019) haben neun Councillor ihr Amt inne.